# Episodi di The Crew
La prima stagione della serie televisiva The Crew, composta da 10 episodi, è stata distribuita sulla piattaforma di streaming Netflix il 15 febbraio 2021.
| n° | Titolo originale                              | Titolo italiano                                 | Pubblicazione USA | Pubblicazione Italia |
| -- | --------------------------------------------- | ----------------------------------------------- | ----------------- | -------------------- |
| 1  | I Guess That Cake Did Need To Be Refrigerated | Mi sa che la torta andava in freezer            | 15 febbraio 2021  | 15 febbraio 2021     |
| 2  | My Name's Kevin And I Care About Feelings     | Mi chiamo Kevin e sono un bonaccione            | 15 febbraio 2021  | 15 febbraio 2021     |
| 3  | Hot Mushroom Meat                             | Carne di funghi                                 | 15 febbraio 2021  | 15 febbraio 2021     |
| 4  | You Seem Like A Perfectly Serviceable Woman   | Sembri una donna perfettamente funzionante      | 15 febbraio 2021  | 15 febbraio 2021     |
| 5  | Your Face Is A Baby                           | La tua faccia è piccola                         | 15 febbraio 2021  | 15 febbraio 2021     |
| 6  | We're Gonna Be Okay. We're Gonna Be Okay      | Andrà tutto bene. Andrà tutto bene.             | 15 febbraio 2021  | 15 febbraio 2021     |
| 7  | Ooof, Someone Throw A Robe On Grandma         | Uffa, qualcuno copra la nonna con una vestaglia | 15 febbraio 2021  | 15 febbraio 2021     |
| 8  | Good Things Happen to Handsome People         | Cose belle capitano ai belli                    | 15 febbraio 2021  | 15 febbraio 2021     |
| 9  | Monkeys and Bears Riding Bicycles             | Scimmie e orsi al circo                         | 15 febbraio 2021  | 15 febbraio 2021     |
| 10 | No One Likes You. No One                      | Non piaci a nessuno. A nessuno.                 | 15 febbraio 2021  | 15 febbraio 2021     |

## Mi sa che la torta andava in freezer
- Diretto da: Andy Fickman
- Scritto da: Jeff Lowell

## Mi chiamo Kevin e sono un bonaccione
- Diretto da: Andy Fickman
- Scritto da: William Vallery

## Carne di funghi
- Diretto da: Andy Fickman
- Scritto da: Burke Johnson e Alexandra Melnick

## Sembri una donna perfettamente funzionante
- Diretto da: Andy Fickman
- Scritto da: Jessica Kravitz

## La tua faccia è piccola
- Diretto da: Andy Fickman
- Scritto da: Chelsea Catalanotto

## Andrà tutto bene. Andrà tutto bene.
- Diretto da: Andy Fickman
- Scritto da: Monica Hewes e Diana Gettinger

## Uffa, qualcuno copra la nonna con una vestaglia
- Diretto da: Andy Fickman
- Scritto da: Rock Reuben

## Cose belle capitano ai belli
- Diretto da: Andy Fickman
- Scritto da: Pete Correale

## Scimmie e orsi al circo
- Diretto da: Andy Fickman
- Scritto da: Kenan A Kel

## Non piaci a nessuno. A nessuno.
- Diretto da: Andy Fickman
- Scritto da: Michael Loftus